# Moneses uniflora
Pirole à une fleur, Monésès uniflore
Espèce
Classification phylogénétique
Moneses uniflora, la pirole ou pyrole à une fleur, aussi appelée la monésès uniflore (Canada), est une espèce de plantes à fleurs anciennement classée dans la famille des Pyrolaceae, maintenant considérée comme sous-famille (Pyroloideae) des Ericaceae.

## Description
Il s’agit d’une plante herbacée pluriannuelle, qui survit grâce à son rhizome souterrain fin et ramifié. Les feuilles rondes sont en rosette basale, suborbiculaires, toujours vertes et brillantes, d’un diamètre de 1 à 2 cm. Le pétiole est, au maximum d’une longueur égale au diamètre de la feuille. Celle-ci est denticulée.
Il n’y a qu’une seule fleur par rosette, la fleur terminale est penchée, odorante, portée sur une tige de 5 à 10 cm. A environ 1 cm sous la fleur, se trouvent une ou deux feuilles lancéolées. La corolle a un diamètre de 1,5 à 2 cm. Les pétales blancs, un peu fripés, sont très étalés dans un plan. Les sépales ovales, libres, sont blanc-verdâtre. La floraison a lieu de mai à octobre.

## Répartition
C'est une espèce répandue dans l’ensemble de l’hémisphère nord (de l’Espagne jusqu’au Japon et en Amérique du Nord). Elle croît dans les régions fraîches et tempérées, et dans les montagnes des régions plus chaudes (par exemple en Amérique du Nord, des Montagnes Rocheuses jusqu’au Nouveau Mexique).
Elle pousse surtout dans les forêts humides de résineux dans des endroits ombragés, parmi les mousses. La sylviculture des pins a entraîné son expansion dans toute l’Europe.

## Statut de protection
En France, l'espèce est protégée en Champagne-Ardenne.

## Classification
À l’origine, cette pyrole fut placée dans le genre Pyrola. Ce nom est encore employé de temps en temps. La nouvelle classification officielle la place dans le genre Moneses.

## Sources
- Traduction de l'article de Wikipédia en allemand.
- Flora Helvetica.